# Leptispa bicolor
Leptispa bicolor es una especie de insecto coleóptero de la familia Chrysomelidae.
Fue descrita científicamente en 1929 por Pic.